# Donaldina Cameron
Donaldina Cameron (26 de julio de 1869 - 4 de enero de 1968) fue una misionera presbiteriana estadounidense nacida en Nueva Zelanda que fue pionera en la lucha contra la esclavitud en el barrio chino de San Francisco a finales del siglo XIX y principios del siglo XX. Ayudó a más de 2.000 niñas y mujeres inmigrantes chinas a escapar de la prostitución o la servidumbre por contrato. Para los dueños de los burdeles era conocida como el "Diablo Blanco" y para las mujeres que vivían en su hogar de la misión era "Lo Mo" o madrecita.

## Biografía
Donaldina era la menor de siete hermanos. Nació en el seno de una familia escocesa que vivía en una granja de ovejas en Nueva Zelanda. Se trasladó con su familia a California cuando tenía poco más de tres años. Durante su infancia, tuvo muy poco contacto y experiencia en la convivencia con las poblaciones inmigrantes mientras vivía en un gran rancho de ovejas en el Valle de San Gabriel.
La amiga de la familia Evelyn Browne, ex presidenta de la Junta Occidental de Misiones Extranjeras, llevó a Cameron al Hogar Presbiteriano de San Francisco, en un intento de mostrar a Donaldina la situación real del mundo que la rodeaba.  En la casa, Donaldina conoció a Margaret Culbertson y, en 1895, se convirtió en profesora de costura allí.  Culbertson y el Hogar Presbiteriano se convirtieron en un espacio de refugio para mujeres obligadas a la esclavitud sexual y sirvientas chinas liberadas, donde podían estar a salvo del mundo exterior y recibir una educación. Juntas, Culbertson y Cameron trabajaron para rescatar a las inmigrantes chinas hasta la muerte de Culbertson en 1897.

## Contexto
La Ley de Exclusión China de 1882 fue la primera pieza de legislación federal sobre inmigración en los Estados Unidos. Prohibió la entrada de inmigrantes procedentes de cualquier zona considerada "indeseable", lo que incluía la mayor parte de Asia. También prohibía a las mujeres chinas entrar en Estados Unidos, a menos que ya estuvieran casadas con hombres en ese país. Originalmente aprobada para prohibir el tráfico sexual de mujeres asiáticas y la afluencia de trabajadores varones asiáticos, creó, sin embargo, un peligroso e ilegal sistema en el que las mujeres jóvenes presentaban documentos falsificados que decían que ya eran miembros de familias chinas asentadas en los Estados Unidos. Este fenómeno fue bautizado como "las hijas de papel". Las mujeres, a menudo denominadas mui tsais, eran vendidas como sirvientas domésticas o prostitutas obligadas por las tongs (sociedades criminales). Estas mujeres vivieron vidas brutales y generalmente morían en cinco años. Durante este tiempo, el Ayuntamiento de San Francisco, dirigido por Abe Ruef y Eugene Schmitz, recibió sobornos de las tongs, lo que provocó muy poca acción gubernamental para combatir el problema. Las Seis Compañías Chinas eran una organización china que intentó detener a las Tongs, pero finalmente colapsó cuando las Tong (líderes esclavistas) chinas se infiltraron en la organización.

## Vida misionera (1900–1934)

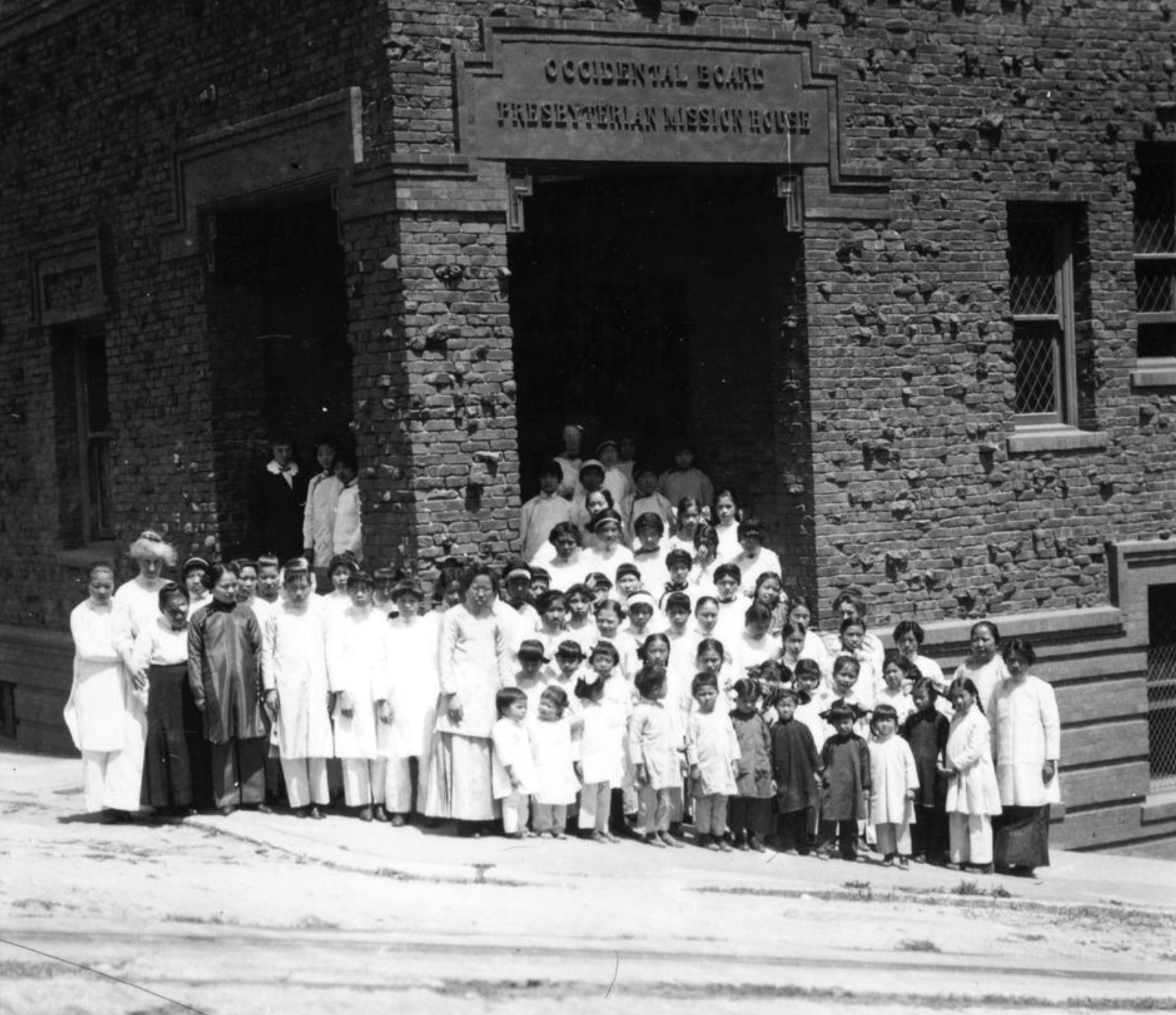
Donaldina Cameron, con grupo de niñas (1908) en la Casa de la Misión Presbiteriana de la Junta Occidental

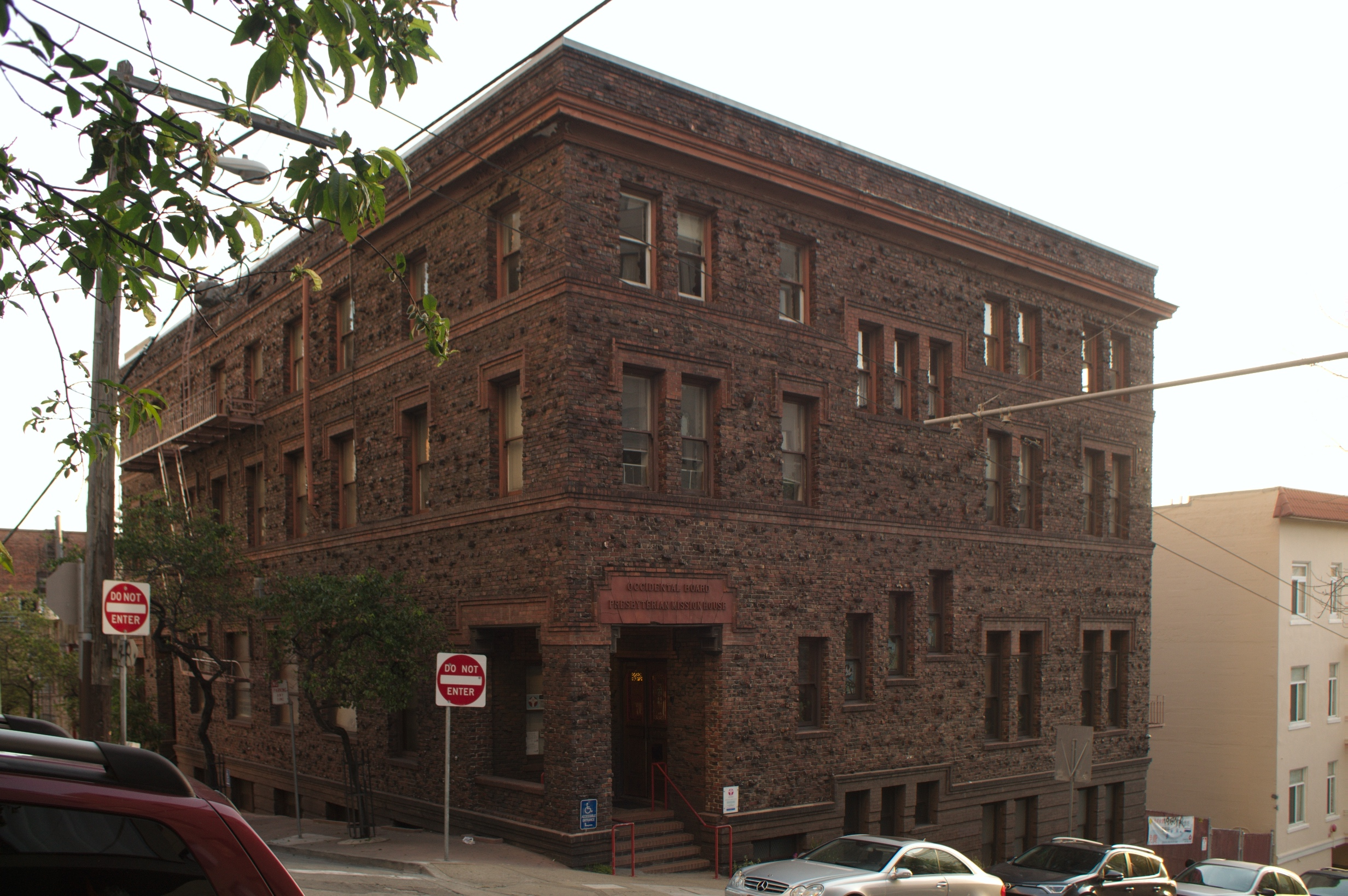
Casa de la Misión Presbiteriana de la Junta Occidental, rebautizada como Casa Donaldina Cameron en 1942, en 920 Sacramento (2018)

Dos años después de la muerte de Culbertson en 1897, Cameron se convirtió en superintendente del Hogar Presbiteriano, cuando tenía 27 años. Ella continuó la misión del Hogar, salvando a jóvenes inmigrantes chinas de la esclavitud sexual y del servicio forzado.
Los amigos y familiares de estas niñas dejaban mensajes clandestinos para Donaldina en el Hogar Presbiteriano, indicando la casa donde una niña estaba cautiva. A menudo, los miembros de la banda criminal, que la apodaban "la mujer Jesús" y "el diablo blanco", amenazaban a Cameron y su casa. En una ocasión pasó una noche en una cárcel de San José mientras intentaba la liberación de una mujer china. Sin embargo, Cameron continuó con su misión. A veces la llamaban "Fahn Quai" (en chino tradicional, 番鬼; jyutping, fan quai), traducido  maneras como "Espíritu Blanco", "Bruja Blanca" o "Diablo Blanco", un epíteto racial sensacionalista que los periódicos y revistas ayudaron a difundir. También la apodaron "El ángel enfadado de Chinatown", título que más tarde se convertiría en el título de una biografía.
Una vez liberadas, las mujeres chinas fueron obligadas a residir en el Hogar Presbiteriano (de donde no se les permitía salir sin escolta) y a convertirse al cristianismo. Mientras que algunas mujeres inmigrantes chinas dieron la bienvenida a la conversión y vieron a Donaldina como una salvadora, apodándola "Lo Mo" ( en chino tradicional, 老母; jyutping, lou5 mou2 ) (que ella tradujo como "madre leal"), también provocaba sentimientos encontrados sobre esta conversión forzada.
En abril de 1906, el gran terremoto y el incendio de San Francisco obligaron a evacuar el Hogar Presbiteriano. Cameron regresó la noche del terremoto a través de la ciudad en llamas para recuperar un libro de registro que detallaba su tutela sobre las niñas en el hogar, asegurando así su seguridad para que no fueran obligadas nuevamente a la servidumbre o la prostitución. La casa fue destruida por el terremoto y fue reconstruida en 1907 en el 920 de la calle Sacramento donde todavía se encuentra en la actualidad.
Cameron escribió de manera extensa con el objetivo de lograr apoyo financiero para su misión, en publicaciones como Women and Missions (Mujeres y Misiones) y un folleto titulado "The Yellow Slave Traffic" "El tráfico de esclavos amarillos". Estos escritos a menudo promovieron las representaciones orientalistas de las mujeres chinas, pero también desafiaron las preconcepciones populares de que esas mujeres eran incapaces de integrarse a la sociedad estadounidense.
También fundó dos hogares para niños y niñas chinas, muchos de ellos huérfanos o hijos de las mujeres rescatadas. El Hogar Chung Mei albergaba a niños pequeños, mientras que el Hogar Ming Quong era para niñas. La antigua casa Chung Mei actualmente forma parte de la Escuela Windrush en El Cerrito, California, y la Casa Ming Quong ahora forma parte del Mills College en Oakland, California. En 1935, se fundó un tercer hogar, Ming Quong, la "casa del bebé", en Los Gatos, California. Aquí se atendieron a niñas chino-americanas más jóvenes hasta que tuvieron la edad suficiente (13 años) para mudarse a Oakland. Esa casa en la actualidad forma parte de la organización sin fines de lucro EMQ Families First.

## Vida posterior y legado (1934-1968)
Cameron se retiró de su trabajo misionero y del Hogar Presbiteriano en 1934. Se le atribuye haber salvado y educado a más de 2.000 mujeres y niñas inmigrantes chinas. Antes de su muerte, era considerada una especie de "icono nacional", y su historia de vida fue contada en tres biografías, algunas con elementos ficticios. Aunque la mayor parte de la atención se ha centrado en Cameron, su trabajo fue posible gracias a Tien Fuh Wu y otras ayudantes, que también participaron en rescates peligrosos, tradujeron para Cameron y defendieron a las mujeres víctimas de trata.
En 1942, el Hogar Presbiteriano pasó a llamarse Casa Donaldina Cameron. El edificio todavía se mantiene en pie hoy en Chinatown, en San Francisco. Actúa como una agencia sin fines de lucro de servicios múltiples que atiende a las comunidades asiáticas locales a través de programas de apoyo para jóvenes, servicios sociales y asesoramiento.
Después de jubilarse, Donaldina se mudó a Palo Alto en 1942. Murió el 4 de enero de 1968, a los 98 años.

## En la cultura popular
Miranda Raison interpreta a Cameron en la serie de televisión estadounidense Warrior (2019) como Nellie Davenport.
La novela de ficción histórica The Paper Daughters of Chinatown (2020) de Heather B. Moore incluye una representación ficticia de Cameron.